# Pteromalídeos
Os pteromalídeos (Pteromalidae) é uma família de pequenas vespas, principalmente composta de espécies parasitoides, possuindo mais de 3500 espécies dentro de cerca de 580 gêneros pelo mundo, distribuídas por cerca de 30 subfamílias. Trata-se da segunda família mais diversa dentro da superfamília Chalcidoidea. 
Como consequência desta diversidade, as espécies desta família estão presentes em quase todos habitats terrestres, e exibem toda sorte de hábitos de vida. A maioria das espécies são parasitóides idiobiontes de outros insetos, há também algumas espécies fitófagas como galhadoras de tecidos vegetais. 
São pequenas vespas com coloração negra ou metálica (neste caso, normalmente verdes mas por vezes bronzeadas), quase sempre medindo de 1-7 mm em comprimento de corpo. 

## Características
No momento, a taxonomia de Pteromalidae ainda apresenta uma série de conflitos não resolvidos, resultando no fato de que a família é considerada polifilética, e faltam caracteres distintivos que una as diferentes subfamílias. Seus ovos geralmente apresentam formato alongado "himenopteriforme"; na maioria das espécies estimou-se a existência de 3 ou 4 ínstares larvais no desenvolvimento, podendo chegar a 5 ínstares. As larvas são alongadas e possuem mandíbulas bem desenvolvidas; aquelas de hábitos ectoparasitas possuem o sistema traqueal aberto, mas nas espécies endoparasitas este sistema pode estar fechado ou até mesmo ausente.
Adultos apresentam algumas características diagnósticas mas que não são exclusivas do grupo:
- 5 tarsômeros nas pernas anteriores e posteriores (uma das subfamílias apresenta 4 tarsômeros no segundo par de pernas);
- corpo com normalmente 1–7 mm, chegando a 48 mm, frequentemente metálico;
- antenas com 8 a 13 artículos (3 anelos);
- Mandíbulas robustas com 3-4 dentes apicais;
- veia marginal da asa anterior bem mais longa do que as veias pós-marginal e estigmal, com o espéculo bem definido[5].